# Одиночки (фильм, 2009)
«Одиночки» (ивр. הבודדים‎ — Хабодедим) — фильм израильского режиссёра Рэнена Шора, рассказывающий о судьбе двух репатриантов из России. Фильм основан на реальных событиях, которые произошли в 1997 году в израильской армейской тюрьме «Келе-шеш».

## Сюжет
Действие фильма начинается в Израиле, два молодых репатрианта из России Саша Блохин и Глори Кемпебелл служат в бригаде Голани. Саша сын российского генерала, получил направление на офицерские курсы армии обороны Израиля. Глори и Сашу обвиняют в продаже оружия террористической организации хамас, по версии обвинения они продали около 200 пулемётных лент для пулемёта Маг, 20 ручных гранат, один пистолет и автомат, который числился за Сашей. Из автомата Саши террористами были убиты 5 человек в израильском городе Хедера. Суд решает отправить Глори и Сашу в армейскую тюрьму, где их «тепло» встречает местный контингент, во главе с сержантом Гальпериным. Молодым репатриантам приходится терпеть оскорбления и притеснения от обитателей тюрьмы, в том числе за то что они «русские». Сержант Гальперин организовывает нападение заключённых на Сашу и Глори, а тем временем подготавливают приказ, согласно которому молодые репатрианты лишаются всех званий, и увольняются из армии. В итоге Глори поднимает мятеж, он выходит из камеры и нападает на сержанта Гальперина. По служебному телефону они связываются с начальником тюрьмы, он согласен на все условия, но Глори ему не верит и говорит что будет разговаривать только с генералом Бен-Ароя. После этого Глори обливает горючим вещестовом сержанта Гальперина, который неожиданно заговорил по-русски. Бен-Ароя приезжает в тюрьму и начинает переговоры с бунтарями, но они не согласны на его условия, и активно готовятся к обороне. Люди Бен-Арои начинают штурм, а Глори и Саша начинают закидывать их коктейлями Молотова. После нового штурма Саше и Глори пришлось сдаться, суд приговорил сержанта Блохина к трём месяцам заключения за потерю оружия и неподобающее поведение, а сержанта Глори Кемпбелла признали виновным в краже оружия, подстрекательстве к незаконным действия, вооруженном мятеже, похищении солдат и нанесении им физического ущерба, и приговорили к 6 годам заключения.

## Награды
- Премия «Офир» в номинации «лучший актёр», была присуждена Саше Агаронову.[5][2]
- Поощрительная грамота Иерусалимского кинофестиваля.[5][2]

## Интересные факты
- Один из исполнителей главной роли в фильме — Саша Авшалом Агаронов, знаком с Тедди Мартином участником реальных событий произошедших в 1997 году.[6]